# Chli Oberälpler
Chli Oberälpler – szczyt w Alp Glarneńskich, części Alp Zachodnich. Leży w Szwajcarii, w kantonie Uri. Należy do podgrupy Alp Glarneńskich właściwych. Szczyt można zdobyć ze schroniska Hinterbalmhütte (1817 m), Camona da Cavardiras (2649 m) lub Etzlihütte (2052 m). 